# 余市岳

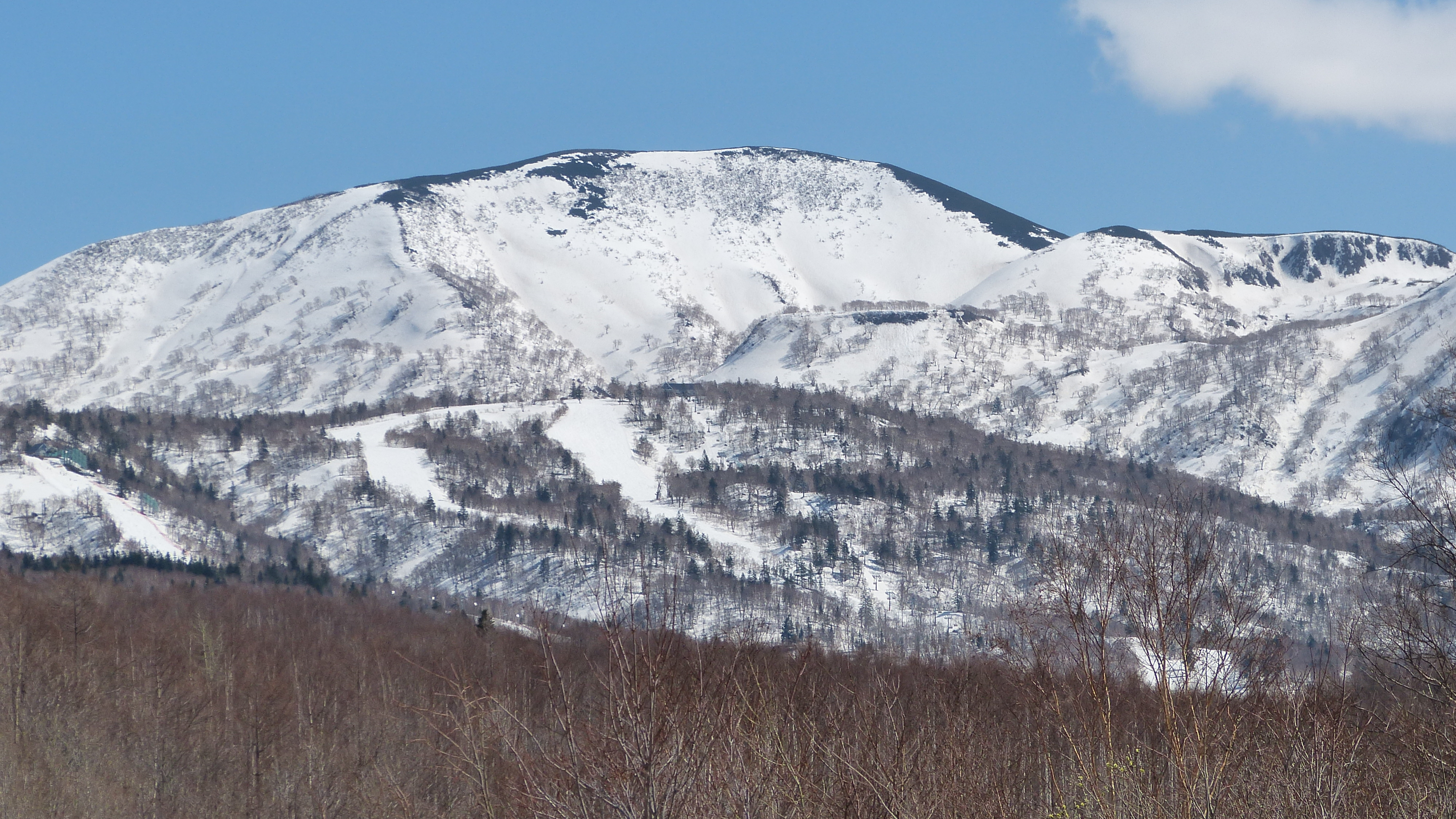
余市岳

余市岳（よいちだけ）是一座横跨北海道余市郡赤井川村和札幌市南区定山溪的山。它与邻近的朝里岳、白井岳并称为“余市三山”  。
它海拔1488米，是札幌市内最高峰 ，也是北海道南部仅次于羊蹄山、狩场山的高峰。